# Motyczyn
Motyczyn – wieś w Polsce położona w województwie dolnośląskim, w powiecie legnickim, w gminie Prochowice.

## Podział administracyjny
W latach 1975–1998 miejscowość administracyjnie należała do województwa legnickiego.

## Dawne nazwy
- Mötticht – 1789 r. i 1818 r.
- Möttig – 1830 r., lata 1845-1945
- Motylice – od 1945 r.
- Motyczyn – od 1947 r.